# Kim Gallagher
Kimberly Ann Gallagher, detta Kim (Filadelfia, 11 giugno 1964 – Oreland, 18 novembre 2002), è stata una mezzofondista statunitense, vincitrice di due medaglie olimpiche negli 800 metri piani.

## Biografia
Avvicinatasi all'atletica per merito del fratello Bart, Gallagher lascerà gli studi per proseguire la carriera sportiva nel 1983. Ai Giochi olimpici di Los Angeles 1984 ha vinto una medaglia d'argento negli 800 metri piani. Nell'edizione successiva del 1988, è riuscita a ritornare sul podio con una medaglia di bronzo.
Dopo i Giochi olimpici di Seul 1988, Gallagher si è ammalata di tumore al colon, da cui apparentemente guarisce non ricorrendo alla chemioterapia. Subirà una ricaduta nel 1994 a cui seguirà un lungo periodo sulla sedia a rotelle fino alla morte all'età di 38 anni avvenuta per ictus.

## Palmarès
| Anno | Manifestazione  | Sede        | Evento       | Risultato | Prestazione | Note |
| ---- | --------------- | ----------- | ------------ | --------- | ----------- | ---- |
| 1984 | Giochi olimpici | Los Angeles | 800 m piani  | Argento   | 1'58"83     |      |
| 1988 | Giochi olimpici | Seul        | 800 m piani  | Bronzo    | 1'56"91     |      |
| 1988 | Giochi olimpici | Seul        | 1500 m piani | 11ª       | 4'16"25     |      |